# سفيريكون

في الهندسة، يتكون السفيركون من سطح مستمر قابل للبسط، له حافتين نصف دائريتين متقابلتين وأربعة رؤوس على شكل مربع. يعتبر واحد من فئة البكرات (وهي حجوم محدبة تتكون من وجه واحد مستمر وقابل للبسط) والتي، عند دحرجتها على سطح مستوٍ، تتلامس جميع نقاطها مع السطح نفسه.
لقد اكتشفها اولا النجار كولين روبرتس (الذي أطلق عليها الاسم سفيركون) في المملكة المتحدة في عام 1969، ومن ثم الراقص والنحات آلان بودينغ من شركة مومكس في عام 1979، وأخيراً ديفيد هيرش، الذي سجلها على الفور كبراءة اختراع في إسرائيل (فلسطين المحتلة) في 1980.

## الخصائص الهندسية
على مساحة من سفيريكون مع دائرة نصف قطرها نق تعطى من قبل:
{\displaystyle \!S=2{\sqrt {2}}\pi r^{2}}
يتم تحديد الحجم من خلال:
{\displaystyle \!V={\frac {2}{3}}\pi r^{3}}
بالضبط نصف حجم الكرة مع نصف القطر نفسه.

## روابط خارجية
- Paper Sphericon
- Tetracon (sphericon) construction animation